# Anastasio Greciano
Greciano  Greciano est un nom espagnol. Le premier nom de famille, en général paternel, est Greciano ; le second, en général maternel, souvent omis, est Greciano.
Anastasio Greciano Greciano (né le 6 janvier 1952 à Galapagar) est un coureur cycliste espagnol, professionnel entre 1976 et 1986. Son frère Fortunato fut également cycliste professionnel.

## Palmarès

### Palmarès amateur
- 1974
  - 2e du Tour de Navarre
- 1976
  - Lazkaoko Proba
- 1977
  - Tour de Tolède
  - Tour de Navarre
  - 2e du Tour de Ségovie

### Palmarès professionnel
- 1976
  - 5eb étape du Tour des Asturies (contre-la-montre par équipes)
  - 3e du GP Llodio
- 1978
  - 3e de la Clásica de Sabiñánigo
- 1980
  - 2e de la Clásica a los Puertos
- 1982
  - 1reb étape du Tour de La Rioja (contre-la-montre par équipes)
- 1983
  - 5e étape du Tour de Castille

## Résultats sur les grands tours

### Tour de France
5 participations
- 1976 : abandon (12e étape)
- 1983 : 51e
- 1984 : 87e
- 1985 : 83e
- 1986 : abandon (15e étape)

### Tour d'Espagne
7 participations
- 1978 : 32e
- 1980 : 28e
- 1981 : 25e
- 1982 : abandon (16e étape)
- 1983 : 47e
- 1985 : 47e
- 1986 : abandon (12e étape)